# Летючі поліпи (міфи Ктулху)

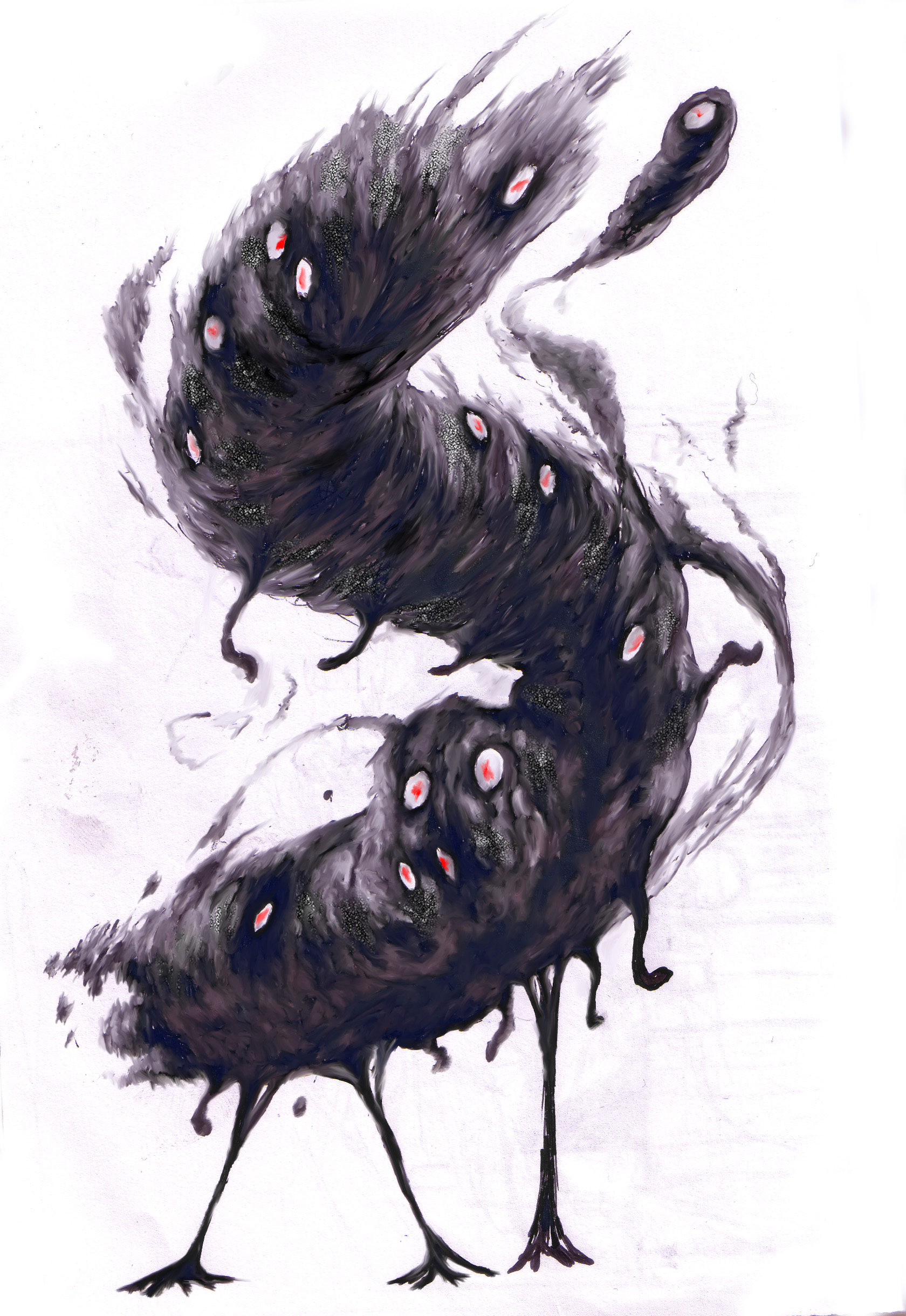
Летючий поліп, ілюстрація

Летючі поліпи (англ. flying polyp) — вигадані істоти «Міфів Ктулху», вперше згадані в оповіданні Говарда Лавкрафта «За пеленою часу» («The Shadow out of Time», 1934-35) як напівматеріальна раса прибульців, які почасти нагадують поліпи.

## Опис
|                                       | Їх не можна було назвати повністю матеріальними - в нашому розумінні матерії; за типом своєї свідомості і способам сприйняття вони разюче відрізнялися від будь-яких земних організмів. Наприклад, у них не було такої категорії, як зір, - існуючий в їхній свідомості світ являв собою дивну невізуальну систему образів. Вони, однак, були матеріальні достатньою мірою для того, щоб пускати в дію цілком матеріальні засоби в тих областях космосу, де ці засоби були наявні; крім того, вони потребували постійного житла, хоча й дещо своєрідного характеру. |
| — Говард Лавкрафт - «За пеленою часу» | |

Летючі поліпи згадуються як прибульці чужого всесвіту, котрі володіли Землею та ще трьома іншими планетами Сонячної системи близько 600 млн років тому.
Вони оселилися на Землі і, можливо, на Нептуні та Плутоні. Поліпи будували міста з базальту з високими вежами без вікон. У спробі заволодіти підводним світом поліпи були розгромлені Старцями і повернулися на поверхню Землі. Пізніше з прибуттям Великої раси, поліпи були загнані в підземелля, а всі виходи були надійно запечатані. За певний час Велика раса була змушена покинути Землю, вона перенесла свої розуми в тіла істот, які населятимуть планету в майбутньому, оскільки Летючі поліпи вирвалися на свободу.
Не маючи зору, поліпи якимось особливим чином відчували крізь будь-яку матерію. Хоча вони і були матеріальні лише частково, самі проникати крізь матерію не могли. Знищити цих істот було практично неможливо; їх тіла зазнали згубного впливу хіба що певних форм електричної енергії. Летючі поліпи виявилися, ймовірно, єдиними істотами, непідвладними Великій расі та її обміну відомостями, і з цієї причини жахали її.

## У масовій культурі
Летючі поліпи фігурують у настільних іграх Call of Cthulhu, Arkham Horror, Pathfinder. З'являються у відеогрі Call of Cthulhu: Dark Corners of the Earth. Подібні створіння зустрічаються в Darkest Dungeon.